# 築城智
築城 智（ついき さとし、1992年1月16日 - ）は、日本の元男子バレーボール選手。旧姓は井手（いで）。

## 来歴
長崎県大村市出身。実兄の影響でバレーボールを始める。地元の名門大村工業高校を経て、東亜大学に進学。同学在学中の2010年10月に開催されたアジアジュニア選手権に出場、チーム優勝に貢献し自らもベストリベロ賞を獲得した。翌2011年8月に開催された男子ジュニア世界選手権に出場した。
2013年11月に東レアローズの内定選手となり、2014年2月1日のサントリー戦に出場し、プレミアデビューを飾った。以降レギュラーリベロとして活躍し、2013/14シーズンのVリーグ「20周年ニューヒーロー賞」を獲得した。
2014年4月、日本代表メンバーに登録され、ワールドリーグアルゼンチン大会に出場し国際シニア大会デビューを果たした。
2020年、ドイツ・ブンデスリーガのユナイテッド・バレーズ・フランクフルトに移籍。2022年、ベルリン・リサイクリング・バレーズに入団した。
2023年、4年ぶりに日本代表に選出された。
2024年10月、自身のSNSで現役引退を表明した。

## 所属クラブ
- 旭が丘小クラブ
- 大村市立大村中学校
- 大村工業高校
- 東亜大学
- 東レアローズ （2014-2020年）
- ユナイテッド・バレーズ・フランクフルト（ドイツ語版）（2020-2022年）
- ベルリン・リサイクリング・バレーズ（2022-2024年）

## 球歴
- 日本ジュニア代表 - 2010、2011年
- 日本代表 - 2014年、2017-2019年、2023年

## 受賞歴
- 2010年 - アジアジュニア選手権 ベストリベロ賞
- 2014年 - Vプレミアリーグ Vリーグ20周年 ニューヒーロー賞
- 2017年 - ワールドグランドチャンピオンズカップ ベストリベロ賞